# Случай в аэропорту
«Случай в аэропорту» — советский трёхсерийный телевизионный художественный фильм режиссёра Юнуса Юсупова, снятый по заказу Гостелерадио СССР на киностудии «Таджикфильм» в 1987 году. Телевизионная премьера фильма состоялась 10 января 1989 года.
Фильм посвящён 70-летию советской милиции.

## Сюжет
- Первая серия — «Туман»
- Вторая серия — «Воровская ночь»
- Третья серия — «Зона поражения»

В аэропорту города Душанбе совершено дерзкое нападение на курьеров городского художественного комбината, перевозивших груз ценных ювелирных украшений, предназначенных для участия в международной выставке.
Подозрение падает на директора комбината, который, мотивируя своё решение спешкой, приказал отправить золотые изделия обычным пассажирским рейсом. К тому же в милицию поступил сигнал о его подозрительном поведении накануне случившегося похищения.
После кропотливой работы следственной группой было установлено, что подлинным виновником был заместитель директора Зафар Каюмов. Он, в сговоре с уголовником Азиз-беком, по наущению бывшего художника комбината Саидова, спланировал и осуществил кражу драгоценностей.
Будучи пилотом добровольного спортивного общества, Каюмов планировал совершить побег на клубном самолёте. Направляя следствие по ложному следу, он был уверен в своём преимуществе во времени. После организованной с привлечением вертолётов погони, благодаря слаженным действиям сотрудников милиции, были нейтрализованы все причастные к ограблению преступники.

## В ролях
- Сергей Бондарчук — Токаренко, генерал-майор милиции
- Закир Кадыров — Рустам Джураев, майор милиции (озвучивание — Виктор Рождественский)
- Паул Буткевич — Аркадий Васильевич Свидерский, капитан милиции (озвучивание — Рудольф Панков)
- Дмитрий Иосифов — Анатолий Барыбин, сержант милиции
- Рустам Уразаев — Акмал Саидович Саидов
- Юнус Юсупов — Усман Хасанович Атоходжаев, директор комбината (озвучивание — Владимир Ферапонтов)

- Анастасия Георгиевская — Мария Мансуровна Курбатова
- Бахром Акрамов — Зафар Каюмов (озвучивание — Станислав Захаров)
- Хашим Рахимов — Бахор Мурадов
- Елена Костина — Наташа Далерова
- Сороджон Сабзалиева — Лола Умаровна Умарова (озвучивание — Ольга Гаспарова)
- Сайрам Исаева — мать Саидова
- Константин Бутаев — Казбек Гулидов
- Александр Соловьёв — Кирилл Ширяев / Шнык
- Леонид Трутнев — Виктор Гладников
- Исо Абдурашидов — Бек
- Игорь Пушкарёв — Фёдор Тимофеевич Фурычёв
- Ирина Калиновская — Надежда Петровна Фурычёва
- Бурхон Раджабов — Фархадов
- Леонид Шпонько — Орлов
- Владислав Ковальков — Пётр Михайлович
- Гюльзар Курбанова - Фарида, секретарша Каюмова

## Съёмочная группа
- Автор сценария — Владимир Акимов
- Режиссёр-постановщик — Юнус Юсупов
- Операторы-постановщики: Рустам Мухамеджанов, Георгий Дзалаев
- Композитор — Геннадий Александров
- Художник-постановщик — Леонид Шпонько
- Песни на стихи Наума Олева исполняют Павел Смеян и Леонид Белый (песня «Верь в доброго человека», в титрах не указан)

## Песни, прозвучавшие в фильме
- «Две любви»
- «Углы»
- «Джинн»
- «Верь в доброго человека»